# Tayshaneta coeca
Tayshaneta coeca es una especie de araña araneomorfa del género Tayshaneta, familia Leptonetidae. Fue descrita científicamente por Chamberlin & Ivie en 1942.

## Distribución geográfica
Habita en los Estados Unidos.